# فؤاد بوقره
فؤاد بوقره (عربی: فؤاد بوقرة و فوآد بوگرا (به فرانسوی: Fouad Bouguerra) ؛ زادهٔ ۷ مهٔ ۱۹۸۱) بازیکن فوتبال اهل الجزایر بود. وی تابعیت فرانسوی نیز دارد.
از باشگاه‌هایی که در آن بازی کرده‌است می‌توان به باشگاه فوتبال مولودیه وهران، باشگاه فوتبال آفریقایی، باشگاه فوتبال قسنطینه، و باشگاه فوتبال جوری ای‌تی‌او و باشگاه فوتبال نانت اشاره کرد.
وی همچنین در تیم ملی فوتبال الجزایر بازی کرده‌است.